# Escaldabec vinós

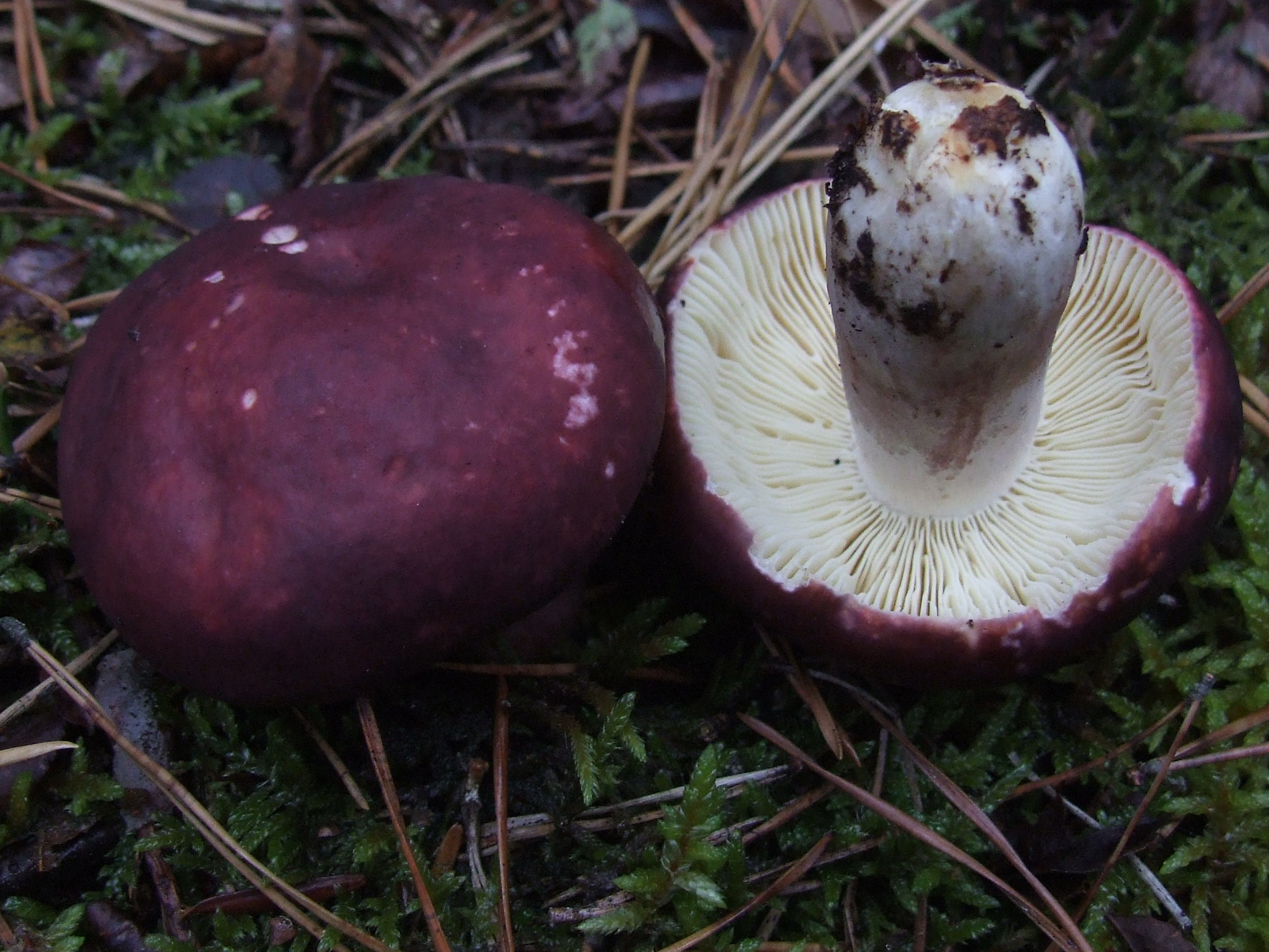
Detall d'una blaveta

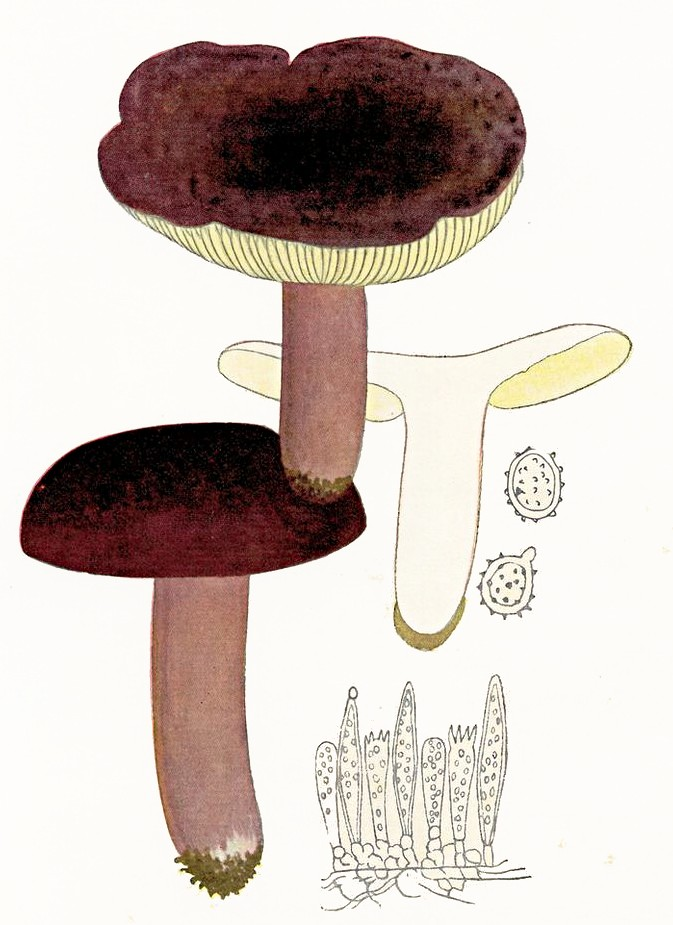
Dibuix esquemàtic

L'escaldabec vinós, blava, blaveta, bolet vermell, mare d'esclata-sang, poagre o la cualbra pinenca (Russula torulosa) és una espècie de fong de l'ordre dels russulals (Russulales). És una cualbra pertanyent al grup dels escaldabecs.

## Descripció
- El barret mesura de 5 a 8 cm de diàmetre. De bon principi és bombat, i més tard lleugerament aplanat i a vegades amb una suau protuberància central. La superfície és lluent, lubrificada però no viscosa, de color vinós o vermell porpra amb alguna tonalitat olivàcia.
- Les làmines arriben fins a la cama i són denses, toves i de color crema pàl·lid. L'aresta és sencera i del mateix color que la resta de la làmina o una mica més clara.
- La cama és robusta, cilíndrica, mesura 3-6 x 1,5-2,5 cm, és massissa i de color de vermell lila a violaci.
- La carn és compacta, densa, de color blanc amb algun to grisenc i de consistència trencadissa, com en altres Russula.
- Fa una olor que recorda la de la poma tallada i el seu sabor és coent.
- L'esporada és de color ocraci pàl·lid. Les espores són de subgloboses a ovoides, sense porus germinatiu i amiloides, i estan guarnides amb berrugues. Mesuren 7-8,5 x 5,5-7 micres.[8][9][10][11]

## Hàbitat i distribució geogràfica
És una espècie freqüent que viu entre 10 i 1.500 m d'altitud, en sòls sorrencs, sota diverses espècies de pi (com ara, el pi blanc -Pinus halepensis- i la pinassa -Pinus nigra-) i fructifica de finals de l'estiu a la tardor (des de l'agost fins al novembre). Es troba a Europa (Andorra, Àustria, Bulgària, Croàcia, Dinamarca, Eslovàquia, Estònia, Finlàndia, Bèlgica -Flandes i Valònia-, França, Itàlia -com ara, Úmbria, les Marques, el Laci, la Llombardia, Calàbria, Sardenya, etc.-, Luxemburg, Noruega, els Països Baixos, Portugal, Eslovènia, l'Estat espanyol (el País Basc -incloent-hi Navarra-, el Parc Natural del Cadí-Moixeró, Cabrera, Dragonera, Eivissa, Formentera, Mallorca, Menorca, Extremadura, Andalusia -incloent-hi Sierra Nevada-, etc.), Suècia, Anglaterra -Norfolk-, Gal·les -Glamorganshire i Anglesey- i Escòcia -Morayshire-), l'Àfrica del Nord (el Marroc) i Àsia (Mongòlia).

## Reaccions químiques
No canvia de color ni amb l'hidròxid amònic ni amb el potàssic, però amb la fenilalanina vira a un color terracota.

## Comestibilitat
És un bolet no comestible a causa de la roentor de la seua carn. Tot i així, hi ha gent que el consumeix després de bullir-lo i de rebutjar l'aigua de la cocció.

## Risc de confusió amb altres espècies
Es pot confondre amb Russula drimeia, que se'n diferencia perquè té les làmines de color groc viu. A més, aquestes reaccionen amb l'amoníac, de manera que es tornen de color rosa vermellós. També s'hi assembla Russula queletii, que se'n separa perquè creix sota avet roig (Picea abies) i perquè té el barret amb tons verdosos i el marge suaument estriat.